# 弦楽四重奏曲第6番 (シューベルト)
弦楽四重奏曲第6番 ニ長調 D 74 は、フランツ・シューベルトが1813年に作曲した弦楽四重奏曲。

## 概要
本作は1813年の8月22日に着手され、第1楽章は既に同年9月3日に終了しており、全体は9月中に完成した。しかしシューベルトは満足せず、簡略化したり短縮をするなどの補筆を行っている。のちに父親の聖名祝日である10月4日に本作を捧げているが、それにも関わらず1824年になってからも兄のフェルディナントがこの作品を家庭の集いで演奏しているのに対して、シューベルトは大して価値のある作品ではないと述べたことがある。そして楽譜を出版する機会があったものの、出版を積極的にすすめなかったという。

## 曲の構成
全4楽章構成、演奏時間は約22分。前作『第5番 変ロ長調』（D 68）でベートーヴェンへの傾斜を見せたシューベルトは、本作ではモーツァルトの方に接近している。特に第1楽章はオペラ『魔笛』の序曲の終結部分を参考にしており、第4楽章は交響曲第31番『パリ』と関連している。しかし、第1楽章が他の3つの楽章に比べて長大であり、楽章のバランスという点では配慮が行き届いているとは決していえないが、このこともシューベルトが本作に対して満足しなかった理由のひとつと考えられる。
- 第1楽章 アレグロ・マ・ノン・トロッポ
ニ長調、2分の2拍子（アラ・ブレーヴェ）、ソナタ形式。

- 第2楽章 アンダンテ
ト長調、8分の6拍子、三部形式。
半音階を置いた楽章で、中間部を展開部のようにしている。

- 第3楽章 メヌエット：アレグロ - トリオ
ニ長調、4分の3拍子、複合三部形式。
同じく半音階的な書法が置かれている。

- 第4楽章 アレグロ
ニ長調、4分の4拍子、ソナタ形式。
陽気で軽快な楽章である。